# بياترو جراسو
بياترو جراسو (بالإيطالية: Pietro Grasso)‏ (ليكاتا، 1 يناير 1945) سياسي وقاضي إيطالي، عضو في الحزب الديمقراطي ورئيس مجلس الشيوخ الإيطالي منذ 2013.
في 14 يناير 2015 بعد استقالة جورجو نابوليتانو، أصبح الرئيس المؤقت للجمهورية الإيطالية.